# 宮城テレビ放送
株式会社宮城テレビ放送（みやぎテレビほうそう、英: Miyagi Television Broadcasting Co., Ltd.）は、宮城県を放送対象地域としたテレビジョン放送事業を行っている特定地上基幹放送事業者である。

## 概要
通称・コールネームはミヤギテレビ（デジタルテレビジョン）、愛称は『ミヤテレ』。NNN・NNS系列フルネットで、東北地方における日本テレビ系列の基幹局である。
本社スタジオは仙台市宮城野区日の出町。営業・事業部門は別に仙台市青葉区一番町の仙台第一生命タワービルに拠点を置いている。
宮城野区に本社スタジオを置く唯一のテレビ局だが泉区に本社スタジオの移転を予定している。
コールサインはJOMM-DTV（仙台 24ch）、リモコンキーIDはキー局の日本テレビと同じ「4」。
カメイ株式会社の持分法適用関連会社であり、同社の代表取締役名誉会長が代表取締役会長を務めている。
東北地方の日本テレビ系列局では最後発ではあるが、東北ブロック基幹局として、東北6県（一部は新潟県も含む）ネットの番組をいくつか制作している。
開局当初のMMTは朝日新聞・毎日新聞も出資しており、その関係でANNに加盟していた。
宮城県内民放テレビ局で唯一、社名に「テレビ」がつくほか、在仙放送局では唯一、放送局名に県名が付く。
2024年（令和6年）の年間視聴率で世帯視聴率、個人全体視聴率とも三冠王を獲得した。特に世帯視聴率では12年連続だった。2023年度視聴率も世帯視聴率、個人全体視聴率とも三冠王を達成した。世帯視聴率は14年連続、個人全体視聴率も4年連続だった。

## 略称の変遷
開局当初の略称は「MTB」（Miyagi Television Broadcasting）、通称は「宮城テレビ」だった。
1975年（昭和50年）9月から略称をコールサイン「JOMM-TV」と親局のアナログチャンネルである34chから「mm34」へ変更。同時に通称もカタカナの「ミヤギテレビ」に変更された。
1985年（昭和60年）から、現在の略称である「MMT」（JOMM-(D)TV）に再度変更されている。2010年（平成22年）の開局40周年を機に愛称として「ミヤテレ」が使用されているが、「MMT」の略称も引き続き使用されている。

## 本社・支局所在地・関連会社
- 本社・演奏所 - 〒983-8611仙台市宮城野区日の出町1丁目5-33
  - 仙台市地下鉄南北線泉中央駅東側の取得地[6]への本社移転を予定している[7]。
- 営業局・事業局 - 仙台市青葉区一番町4丁目6-1 第一生命タワービル14F
- 東京支社 - 東京都中央区築地1丁目12-22 コンワビル4F
- 大阪支社 - 大阪市北区堂島2丁目2-2 近鉄堂島ビル[注釈 8]14F
- MTS 株式会社ミヤギテレビサービス - 仙台市宮城野区日の出町1丁目5-33 宮城テレビ放送内

## 資本構成
企業・団体の名称、個人の肩書は当時のもの。出典：

### 2021年3月31日
| 資本金 | 発行済株式総数 | 株主数 |
| ------ | -------------- | ------ |
| 3億円  | 600,000株      | 12     |

| 株主                     | 株式数    | 比率   |
| ------------------------ | --------- | ------ |
| カメイ                   | 135,000株 | 22.50% |
| 読売新聞東京本社         | 119,000株 | 19.83% |
| 日本テレビ小鳩文化事業団 | 108,000株 | 18.00% |
| 日本テレビ放送網         | 064,000株 | 10.66% |
| 宮城県                   | 060,000株 | 10.00% |
| 亀井文行                 | 048,000株 | 08.00% |
| 読売光と愛の事業団       | 034,000株 | 05.67% |

## 沿革
- 1969年（昭和44年）11月21日 - 予備免許交付。
- 1970年（昭和45年）
  - 1月17日 - 創立
  - 10月1日 - 標準テレビジョン放送の本放送を開始（宮城県で3番目[注釈 16]）。日本テレビと日本教育テレビ（NETテレビ（現・テレビ朝日））のクロスネット局として開局。同時にNNNとANNに加盟。
- 1973年（昭和48年）- 松島国際女子オープンが開催。1998年から現在の「ミヤギテレビ杯ダンロップ女子オープンゴルフトーナメント」に改題し、以後毎年9月第3週に実施。
- 1975年（昭和50年）
  - 9月1日 - CI導入。通称を現在の「ミヤギテレビ」、略称を「mm34」へそれぞれ変更。
  - 10月1日 - NETテレビ系列の東日本放送が開局したのに伴い、日本テレビ系列のフルネット局となる。
- 1980年（昭和55年）3月20日 - 音声多重放送開始[12][注釈 17]。
- 1985年（昭和60年）10月1日 - 略称を「MMT」へ改称。
- 1995年（平成7年）4月3日 - 夕方のローカルワイド番組「OH!バンデス」放送開始。
- 2001年（平成13年）10月1日 - 開局30周年を記念し、マスコットキャラクターにミテが登場。デザインはグラフィックデザイナーの松永真による。
- 2002年（平成14年）- 22局ネット番組「元祖あばれ寿司」第1回を放送。以後毎年8月に放送していた。
- 2004年（平成16年）
  - 4月 - 終夜放送開始。
- 2005年（平成17年）12月1日 - 地上デジタルテレビ放送の本放送を開始（NHK仙台放送局、東北放送、仙台放送と同日）。
- 2006年（平成18年）4月1日 - ワンセグ開始。
- 2010年（平成22年）1月1日 - 開局40周年記念事業を開始[注釈 18]。同時に通称・愛称をミヤギテレビからミヤテレに変更[注釈 19]。
- 2011年（平成23年）10月3日 - 日本テレビ系列局での全番組ステレオ放送化により、今までモノラル放送だったローカルニュース・天気予報番組枠は全てステレオ放送（一部はモノステレオ放送）に切り替えた。
- 2012年（平成24年）
  - 3月31日 - 地上アナログ放送終了。
  - 7月 - ミテに変わる新マスコットキャラクターに「だよん」が登場[注釈 20]。
- 2015年（平成27年）10月1日 - 「ミヤギnews every.」（「OH!バンデス」内）に於いて、東京・大阪以外のローカルニュース番組では初となるリアルタイム字幕放送を開始。
- 2019年（平成31年/令和元年）2月25日 - 「NNS標準営放システム」サービス提供開始[13]。
- 2020年（令和2年）10月1日 - 開局50周年。
- 2021年（令和3年）11月頃 - 仙台市地下鉄南北線泉中央駅東側の土地を取得。

MTBロゴ（1970年 - 1975年）
mm34ロゴ（1975年 - 1985年）
MMTロゴ（1985年 - 2010年）

## ネットワークの移り変わり
- 1970年（昭和45年）10月1日 - 日本テレビ・NETテレビ（現・テレビ朝日）両系列のクロスネット局として開局。同日NNNおよびANNに加盟。

移行された番組は、日本テレビ系列は仙台放送から同系列を引き継いだ為、仙台放送9:東北放送1であった。一方でNETテレビ系列は、東北放送が相当数放送していた関係で、東北放送8:仙台放送2であった。ただし『モーニングショー』など一部のワイドショー番組などは仙台放送で一時期放送された後に東北放送へ移行していた為、実際は東北放送5:仙台放送→東北放送3:仙台放送2である。
- 1974年（昭和49年）9月10日 - NNSに加盟するが、クロスネット継続[14]。
- 1975年（昭和50年）
  - 3月31日 - クロスネットを組むNETテレビの準キー局が腸捻転解消により、毎日放送から朝日放送に変更。東北放送と番組を交換。
  - 10月1日 - 東日本放送の開局によりANNを脱退。NETテレビの番組がKHBへ移行し、現在の日本テレビ系列のフルネット局となる。ただし、一部継続して放送したNET番組もあった。

東日本放送開局直前のプライムタイムクロスネット表（1975年9月）
無印=同時ネット、★印=時差ネット
| 曜日/時間 | 月曜日                            | 火曜日                                | 水曜日                      | 木曜日                   | 金曜日                              | 土曜日                    | 日曜日                    |
| --------- | --------------------------------- | ------------------------------------- | --------------------------- | ------------------------ | ----------------------------------- | ------------------------- | ------------------------- |
| 19:00     | NET 魔女っ子メグちゃん            | NET カリメロ                          | 日テレ 新・底ぬけ脱線ゲーム | NET クイズタイムショック | 日テレ 歌まね振りまねスターに挑戦!! | YTV あの町この町評判家族  | YTV 全日本歌謡選手権      |
| 19:30     | NET 正義のシンボル コンドールマン | 日テレ 三波伸介の家族そろって三つの歌 | 日テレ 特ダネ登場!?         | 日テレ 木曜スペシャル    | 日テレ カックラキン大放送!!         | 日テレ ハロー!スポーツ    | 日テレ すばらしい世界旅行 |
| 20:00     | NET ビッグワイド60分              | 日テレ 伝七捕物帳                     | 日テレ 俺たちの勲章         | 日テレ 木曜スペシャル    | 日テレ 太陽にほえろ!                | 日テレ 全日本プロレス中継 | 日テレ おふくろさん       |
| 21:00     | NET★ 破れ傘刀舟悪人狩り           | 日テレ 剣と風と子守唄                 | NET 鬼平犯科帳              | NET★ 土曜映画劇場        | NET ザ★ゴリラ7                      | 日テレ ほおずきの唄       | 日テレ★ 知られざる世界    |
| 21:30     | NET★ 破れ傘刀舟悪人狩り           | 日テレ 剣と風と子守唄                 | NET 鬼平犯科帳              | NET★ 土曜映画劇場        | NET ザ★ゴリラ7                      | 日テレ ほおずきの唄       | NET★ 日曜洋画劇場         |
| 22:00     | NET 夢二幕情                      | 日テレ 夏の影                         | NET 特別機動捜査隊          | NET★ 土曜映画劇場        | NET★ 非情のライセンス               | NET★ 題名のない音楽会     | NET★ 日曜洋画劇場         |
| 22:30     | NET 夢二幕情                      | 日テレ 夏の影                         | NET 特別機動捜査隊          | NET★ 土曜映画劇場        | NET★ 非情のライセンス               | YTV★ 晩秋                 | NET★ 日曜洋画劇場         |

## 社史・記念誌
- ミヤギテレビ10年史（宮城テレビ放送10周年記念事業実行委員会社報編集委員会 編） 1980年発行、647ページ。
- ミヤギテレビ20年のあゆみ（宮城テレビ放送社史編集委員会 編） 1991年発行、52ページ。
- ミヤギテレビ30年のあゆみ（ミヤギテレビ開局30周年記念委員会総務広報小委員会 企画編集） 2000年10月発行、138ページ。

## 主な番組

### 自社制作番組
県域放送
- ミヤギテレビストレイトニュース（月曜 - 金曜 11:43 - 11:55、土曜 11:30 - 11:35、日曜 11:36 - 11:40）
- NNNミヤギテレビニュース（火曜 - 木曜 19:54 - 20:00、金曜 - 日曜 20:54 - 21:00）
- OH!バンデス（月曜 - 金曜 15:50 - 19:00）
  - ミヤギnews every.（月曜 - 金曜 18:15 - 19:00、『OH!バンデス』内ローカルニュース）
  - KICK OFF! MIYAGI（月曜 16:45 - 17:50（自社情報番組コーナー扱い）[16]）
- ちょっとブレイクタイム（土曜 11:35 - 11:55）
- ミヤギテレビnews every.サタデー（土曜 17:00 - 17:25）
- ミヤテレスタジアム（日曜 16:55 - 17:25）
- 発見!宮城のスマイルさん（日曜 17:25 - 17:30）
- ミヤテレだよん（番宣番組）
- DRAMATIC BASEBALL（東北楽天ゴールデンイーグルス戦） - 試合によっては青森放送・テレビ岩手・秋田放送・山形放送・福島中央テレビや対戦相手エリアの系列局にもネットされる他、別途系列局側で実況・解説を差し替えたり、系列外局が別制作することがある。逆に宮城県側が他局の放送でも、対戦相手エリアが日本テレビ系列局での放送の場合は制作協力を行うことがあり、またビジターゲームも対戦相手の日本テレビ系列局が放送する時を中心にネット受けまたは実況差し替えで放送することがある。
- ベガルタ仙台戦中継（以前は年2 - 3試合中継していたが、放送されない年もある）

全国放送
- 全日本大学女子駅伝対校選手権大会（杜の都駅伝）（日本テレビと共同制作）
- ミヤギテレビ杯ダンロップ女子オープンゴルフトーナメント（毎年9月下旬放送 初日・2日目はMMTローカル。最終日は23局[注釈 21]で放送）[注釈 22]

### 日本テレビ系列遅れネット番組
制作局の表記のない番組は日本テレビ制作。
- 太田上田（火曜 1:34 - 1:59（月曜深夜）、中京テレビ制作）
- 1×8いこうよ!（火曜 10:25 - 10:55、札幌テレビ制作）
- 浜ちゃんが!（水曜 0:59 - 1:29（火曜深夜）、読売テレビ制作）
- オードリーさん、ぜひ会ってほしい人がいるんです。（水曜 1:29 - 1:59（火曜深夜）、中京テレビ制作）
- ドランク塚地のふらっと立ち食いそば（水曜 10:25 - 10:55、BS日テレ制作）
- 超・乃木坂スター誕生!（木曜 0:59 - 1:29（水曜深夜））
- にけつッ!!（木曜 1:29 - 1:59（水曜深夜）、読売テレビ制作）
- グッと!地球便（木曜 10:25 - 10:55、読売テレビ制作）
- 川島・山内のマンガ沼（金曜 1:29 - 1:59（木曜深夜）、読売テレビ制作）
- それいけ!アンパンマン（金曜 10:25 - 10:55）
- ザ・ファブル（土曜 1:59 - 2:29（金曜深夜））
- 遠くへ行きたい（日曜 6:30 - 7:00、読売テレビ制作）[注釈 23]

### テレビ東京系列番組
- 男子ごはん（月曜 10:25 - 10:55）
- ソレダメ!〜あなたの常識は非常識!?〜（土曜 13:00 - 14:00）
- ナゼそこ?（土曜 14:00 - 15:00）
- 所さんの学校では教えてくれないそこんトコロ!（日曜 12:35 - 13:30）
- 秋山ロケの地図（不定期放送）
- 土曜スペシャル（不定期放送）
- 水バラ（不定期放送）

### その他・他制作局
- マッシュル-MASHLE-（土曜 2:29 - 2:59（金曜深夜））
- 映画の王様（日曜 0:55 - 2:50（土曜深夜））[注釈 24]
- ガリレオX（日曜 5:45 - 6:15）
- ドシラソファミレオン♪（月曜 1:30 - 2:00（日曜深夜）、チバテレ制作）

## 終了した番組

### 自社製作番組
- 宮城県広報番組
  - 日曜サロン（1970年4月 - 1972年3月）
  - みんなの輪（1972年4月 - 1991年3月 土曜 10:15 - 10:30→日曜 9:00 - 9:30）
  - サンデー伊達スタ（1991年4月 - 1994年3月 月1回日曜 11:45 - 12:40）
  - 熱中!ふるさとTV（1994年4月 - 1999年3月 月1回日曜 放送時間は数度変更）
  - みやぎ情報クルーズ ミューン
- 仙台市広報番組
  - おはよう仙台（1975年4月 - 1976年9月 土曜 8:00 - 8:15）
  - わがまち仙台（1976年10月 - 1986年6月 土曜夕方 放送時間は数度変更）
  - ジャンプアップ仙台（1986年7月 - 1995年3月 土曜 17:15 - 17:30）
- 知っとく仙台（1995年4月 - 1998年3月 土曜 17:15 - 17:30→日曜 11:40 - 11:55などに変更）
  - みちのく亭仙台寄席
- 満美子とともに今日もほがらか→奥様新時代（月曜 - 金曜 11:45 - 12:00）
- さわやかネットワーク
- 白い国紀行
- 伊東四朗のOH!先客万来
- 笑顔toえがお
- ワイド生工場
- フィアンセ来やんせ通りゃんせ
- 達人の釣り（1991年4月 - 10月）
- モット!モット!TV（1991年10月 - 1995年3月、日曜 22:30 - 23:26）
- ドッチラチン（日曜 8:00 - 9:00）
宮城県のスーパーエンドーチェーン提供の子供番組。1989年9月に「中村敦夫のザ・サンデー」立ち上げに伴い打ち切り。
- ネットワーク・7（土曜 10:00 - 10:30）
- ベガスポ（日曜 16:55 - 17:20）
- あッ!晴れテレビ（月曜 - 金曜 5:54 - 7:00⇒月曜 - 金曜 5:30 - 6:30）
- なぜ?魅知国（東北6県ネット）
  - いろはのい・かっぺいのか（東北6県ネット）
  - かっぺいの旅びたし（東北6県ネット）
  - かっぺいのいったりきたり（東北6県ブロックネット）
- 輝け!青春
- やまだひさしのJobcafeTV
- みちのくインパルス（ミヤギテレビ・秋田テレビ（フジテレビ系列）ほか東北6県ネットで放送）
- 炎のプチ達人!
- モバ☆スタ（東北6県ブロックネット）
  - モバ☆スタ2.0（東北6県ブロックネット）
- COLOR TV
- 花まる電家（東北6県ブロックネット）
- ブカツの天使
- 炎のとれたて!キッチン
- オナジ空ノシタ。 みんなどこかで、つながっている〜絆〜
- ツナガッテルかーい!（2009年7月 - 9月、東北6県ブロックネット）
- 見たい!住みたい!wakuwakuマンション（不定期）
- 元祖あばれ寿司（2002年 - 2008年、毎年8月放送）
- ミヤギのテレビ。ミヤテレ（番宣番組）
- 希望のしるし
- 月刊 元気一番"生"テレビ（東北地方＋新潟県7県ブロックネット）
- スタイルe!（東北6県ブロックネット、東日本大震災の影響で打ち切り）

ニュース
- NNNみやぎTODAY（『NNNライブオンネットワーク』時代のローカルニュース番組）
- MMTニュースプラス1
- OH!バンデス ニュースプラス1
- NNNミヤギテレビニュースプラス1（『OH!バンデス』休止時のニュース）
- NNNニュースプラス1みやぎ（『OH!バンデス』休止時のニュース）
- NNNミヤギテレビニュースプラス1・サタデー
- NNNミヤギテレビニュースプラス1・サンデー
- ミヤギテレビニュースD
- Newsリアルタイムミヤギ
- ミヤギテレビNewsリアルタイム・サタデー

### テレビ東京系列番組
- 愛の貧乏脱出大作戦→ジカダンパン!責任者出て来い!→大丈夫!?我が家の財産
- 浅草橋ヤング洋品店→ASAYAN
- ハマラジャ
- ヤンヤン歌うスタジオ
- ガレッジ ワザーランド→エンジョイガレッジ→ガレッジ×ビレッジ
- 特選・ぶらり旅
- 千夜釣行
- ダイヤモンドサッカー
- 北島ウインクハート
- クイズ赤恥青恥
- クイズところ変れば!?
- 決戦!クイズの帝王
- 出没!アド街ック天国（番組自体は継続中、後に東北放送での放送を経て、2024年現在は仙台放送で放送）
- 徳光和夫の情報スピリッツ（前身の徳光のTVコロンブスは東北放送で放送）
- タモリの音楽は世界だ!
- モーターランド（途中打ち切り）→モーターランド2
- 所さん&おすぎの偉大なるトホホ人物伝
- ハロー!モーニング。
- 三宅式こくごドリル（初回スペシャルのみ）
- 演歌の花道
- いきなり結婚生活
- 主治医が見つかる診療所（第1期）（第2期は一時期、東北放送で放送された）
- お茶の間の真実〜もしかして私だけ!?〜
- 世界を変える100人の日本人! JAPAN☆ALLSTARS（2009年3月打ち切り）
- 私は名探偵 完全犯罪をつぶせ!
- 遠藤淳
- アリケン
- ヤングおー!おー!（MBS制作、腸捻転解消前。当時の東京12チャンネル系列の番組扱い。腸捻転解消後はTBS系列番組としてTBCへ移行）
- この日本人がスゴイらしい。 Brand New Japan
- 空から日本を見てみよう→空から日本を見てみようplus（BSテレ東制作）
- 大人の極上ゆるり旅（2012年10月打ち切り）
- そうだ旅（どっか）に行こう。
- THE フィッシング（テレビ大阪制作、番組自体は継続中）
- その「おこだわり」、私にもくれよ!!
- おとな旅あるき旅（テレビ大阪制作、番組自体は継続中）
- ひとりキャンプで食って寝る
- 浦安鉄筋家族
- ゆるキャン△（アニメ版は県内未放送）
- サ道2021
- お茶にごす。
- 八月は夜のバッティングセンターで。
- 先生のおとりよせ
- 僕の姉ちゃん

#### アニメ
- ドン・チャック物語[17]
- ピンクレディー物語 栄光の天使たち[18]
- くじらのホセフィーナ[19]
- まんが猿飛佐助：日曜 8:30 - 9:00[20]
- スーキャット[21]
- 戦国魔神ゴーショーグン[22]
- サイボットロボッチ[23]
- サイコアーマー ゴーバリアン[24]
- コアラボーイ コッキィ[25]
- まんがイソップ物語
- マシンロボ クロノスの大逆襲
- マシンロボ ぶっちぎりバトルハッカーズ
- オズの魔法使い
- げらげらブース物語
- おらぁグズラだど（リメイク版）
- どんどんドメルとロン
- 小さなアヒルの大きな愛の物語 あひるのクワック
- ディズニー劇場 チップとデールの大作戦
- GO! レスラー軍団
- レスラー軍団〈銀河編〉 聖戦士ロビンJr.
- バッグス・バニーのぶっちぎりステージ
- NG騎士ラムネ&40
- 魔法のエンジェルスイートミント
- 銀河英雄伝説
- エルドランシリーズ
  - 絶対無敵ライジンオー[26]
  - 元気爆発ガンバルガー[27]
  - 熱血最強ゴウザウラー[28]
- スピルバーグのアニメ タイニー・トゥーン
- スペースオズの冒険
- ミュータント・タートルズ
- ジャングルの王者ターちゃん♡※後に東日本放送でも放送
- とっても!ラッキーマン
- モジャ公
- ロスト・ユニバース
- 彼氏彼女の事情
- 銀魂シリーズ[注釈 25]

### その他
- Gメン'75（TBS制作、1993年頃の土曜深夜に放送。本放送はTBCのため、再放送扱い。）
- 世界温泉遺産〜神秘の力を訪ねて〜（BS日テレ制作）
- 秋山莉奈のベジフルライフ（パワーテレビジョン制作）
- グルメ調査線
- ドラマ 神戸在住（サンテレビ製作、2015年1月22日 25:29 - 26:59に放送･｢阪神･淡路大震災20周年関連番組｣）
- MUSIC LAUNCHER（千葉テレビ制作、2012年5月 - 2016年3月）
- アイドルパーティー（千葉テレビ制作、2016年4月 - 5月）
- マネまねSHOW TV〜IT'S SHOW TIME〜（千葉テレビ制作、上記の『アイドルパーティー』ネット打ち切りの穴埋めで2016年6月のみ放送）
- ニュース女子（DHCシアター制作、2017年1月11日・1月18日に放送、後に仙台放送でも放送）
- 07-GHOST（UHF系アニメ、ytv制作）
- BanG Dream!（UHFアニメ、TOKYO MX制作）
- 笑ゥせぇるすまんNEW（UHFアニメ・ギミアぶれいくに内包していた「笑ゥせぇるすまん」は、TBCで放送。）
- クリオネの灯り（UHFアニメ）
- サンリオ男子（UHFアニメ）
- グラゼニ（BSスカパー!製作）
- 鬼滅の刃（UHFアニメ、第1期再放送から仙台放送へ移行）
- ビルディバイド-#FFFFFF-（コードホワイト）（UHFアニメ）
- 東京卍リベンジャーズ（MBS・AT-X制作[注釈 26]）
- 転生したらスライムだった件（BS11制作[注釈 27]、3期は『FRIDAY ANIME NIGHT』枠で全国放送）

### KHB開局まで放送していたNETテレビ（現：テレビ朝日）系列の番組
★印はVTRネット、無印は同時ネット、☆は先行ネット
- ANNニュースライナー（日曜日を除く）[注釈 28]
- モーニングショー（KHB開局後も3ヶ月間はmm34と2局で並行放送）
- アフタヌーンショー
- 朝日フラッシュニュース（KHB開局まで水、金のみ放送。この間は火、土は讀賣新聞ニュースを放送、月、木は毎日新聞ニュースを放送、この三社ニュースの曜日の編成は1974年3月までのNTV日本テレビと同じ。KHB開局の1975年10月編成以降は読売新聞ニュースのみの放送となる。）
- 朝日新聞テレビ夕刊（この間「NNN日曜夕刊」は未ネット）
- ANNニュース（早朝版、昼版、夜のスポットニュース（日によって夜9時台もしくは10時台、11時台に放送の場合もあり、月曜日のみ2055から放送、2055枠は月曜日以外はNNNニューススポットを放送。）
- 火曜21時時代劇（TBCから移行。月曜21時に6日遅れで放送）★
  - 大忠臣蔵→荒野の素浪人→荒野の用心棒→破れ傘刀舟悪人狩り
- ベスト30歌謡曲（土曜16時台に放送）★
- 鬼平犯科帳（丹波哲郎主演版）
- 特別機動捜査隊（TBCから移行）
- クイズタイムショック★（火曜19:00 - 19:30に放送）→同時ネット
- ワールドプロレスリング（TBCから移行。月曜20時台に放送）★
- 八木治郎ショー（MBS制作、腸捻転解消前。1970年10月、TBCから移行したが、腸捻転解消でTBCに戻った）
- おはようワイド・土曜の朝に（ABC制作、最初の半年間のみ）
- 生きものばんざい（MBS制作、腸捻転解消でTBCへ移行）
- ちびっこアベック歌合戦（MBS制作、月曜日18:00から放送、スポンサードネット、枠としてはジャンボーグAの後番組、腸捻転解消でTBCへ移行）★
- はじめ人間ギャートルズ（ABC制作、腸捻転解消でTBCから移行。月曜 18:00 - 18:30に放送。半年間のみ）★
- パネルクイズ アタック25（ABC制作、最初の半年間のみ、東洋リノリユーム提供、枠としては毎日放送制作、東リクイズイエスノーの後番組、日曜日15:30からの時差ネット）★
- 遠山の金さんシリーズ→賞金稼ぎ★（金曜21時台に放送、最終回のみKHBで同時放送）
- 日曜洋画劇場★（日曜21時30分から7日遅れで放送）
- 土曜映画劇場★（ただし別タイトルMTB木曜映画劇場として木曜21時に放送、スポンサードネット）
- 題名のない音楽会★
- ポーラ名作劇場
- 月曜19時台前半アニメ枠
  - 魔法のマコちゃんから魔女っ子メグちゃんまで
- 月曜19時台後半枠
  - 緊急指令10-4・10-10から正義のシンボル コンドールマンまで
- 変身忍者 嵐（MBS制作）：日曜 10:30 - 11:00
- 人造人間キカイダー★：日曜 10:00 - 10:30（1973年3月まで）→ 火曜 19:00 - 19:30
  - キカイダー01：火曜 19:00 - 19:30
- イナズマン → イナズマンF★：金曜 18:00 - 18:30
- デビルマン★：土曜 16:40 - 17:10
- ジャンボーグA（MBS制作）：月曜 18:00 - 18:30
- 秘密戦隊ゴレンジャー（半年間のみ）★：金曜 18:00 - 18:30
- がんばれ!!ロボコン★（最初の1年間のみ）：水曜 18:00 - 18:30
- 非情のライセンス★（第1シリーズ全部、第2シリーズ途中まで、金曜22時台に放送）
- カリメロ☆→同時ネット
- 僕の秘密★兵器（メ～テレ製作、KHB開局後である2009年に放送。）
- スパルタ!55号

ほか多数。

### MTB・mm34時代にネットされていた日本テレビ系列の番組
◇の番組はMMTになってからもネット。☆は現在も放送中。
- ◇NNN朝のニュース
- ◇NNN昼のニュース
- NNNジャストニュース→◇NNN6:30きょうのニュース
- ◇NNNきょうの出来事
- ◇NNN日曜夕刊
- ◇NNNドキュメント☆
- ◇ズームイン!!朝!
- 金原二郎ショー→あなたのワイドショー→ミセス&ミセス→◇ルックルックこんにちは
- ◇お昼のワイドショー
- ◇11PM
- ◇2時のワイドショー（よみうりテレビ制作）
- ◇独占!!スポーツ情報
- ◇全日本プロレス中継
- ◇全国高等学校サッカー選手権大会☆
- ◇ご存じですか
- ◇ごちそうさま
- ◇おしゃれ
- スター誕生!
- TVジョッキー→◇スーパージョッキー
- ◇笑点☆(NET系列クロスネット時代、日曜12:15から放送、毎日放送制作ヤングお〜お〜、日清食品スポンサードネットに切り替え、一旦ネット打ち切り)1975年10月からの日本テレビ系列フルネット化から同時ネット、提供付でネット復活。
- 全日本歌謡選手権（よみうりテレビ制作）
- 正義を愛する者 月光仮面 → ワイルド7 → 流星人間ゾーン：金曜 18:00 - 18:30
- サンダーマスク：日曜 18:00 - 18:30
- ファイヤーマン：日曜 18:30 - 19:00　※第13話以降も同時間帯で放送
- ドラえもん (1973年のテレビアニメ)
- アストロガンガー → 白獅子仮面 → スーパーロボット レッドバロン
- スーパーロボット マッハバロン：日曜 8:30 - 9:00
- びっくり日本新記録（よみうりテレビ制作）
- ◇すばらしい世界旅行
- 桃太郎侍
- ◇知られざる世界
- NTV紅白歌のベストテン→◇ザ・トップテン
- ◇それは秘密です!!
- ◇火曜サスペンス劇場
- 東芝ファミリーホール特ダネ登場!?→謎のカーテン!?→逆転クイズ スーパービンゴ
- 水曜ロードショー
- ◇木曜スペシャル
- ◇木曜ゴールデンドラマ（よみうりテレビ制作）
- ハッチャキ!!マチャアキ→コント55号のなんでそうなるの?→◇カックラキン大放送!!
- ◇太陽にほえろ!
- ◇健康増進時代（日本医師会提供）
- ◇24時間テレビ 「愛は地球を救う」☆
- おはよう!こどもショー
- カリキュラマシーン
- モーニングサラダ
- ◇土曜トップスペシャル
- ◇土曜グランド劇場☆

## 開局時に移行した番組

### 日本テレビ系列
仙台放送から
- NNNワイドニュース（月 - 金曜日は「アフタヌーンショー」を同時ネットしていたため1時間遅れの録画ネット、土曜日のみ同時ネット[29]。）
- NNNきょうの出来事
- 11PM
- 健康増進時代 - 1971年4月に移行された
- 日立ドキュメンタリー すばらしい世界旅行
- ミユキ野球教室
- シャボン玉ホリデー
- そっくりショー
- 三菱ダイヤモンド・アワー
- 土曜グランド劇場
- NNNドキュメント
- おはよう!こどもショー
- ロンパールーム

東北放送から
- 笑点
- 巨人の星

### NETテレビ系列
東北放送から
★印は一時期仙台放送でも放送されていた番組
- モーニングショー★
- アフタヌーンショー★
- クイズタイムショック★
- ワールドプロレスリング
- 特別機動捜査隊

仙台放送から
- 素浪人 花山大吉

## アナウンサー
※はアナウンス部長経験者。
2024年4月現在

### 男性
- 1996年 伊藤拓（アナウンス部長）
- 1999年 柳瀬洋平
- 2001年 外賀幸一（2025年9月末で退職予定）
- 2019年 青木秀尚、中西涼
- 2022年 岡崎大知
- 2024年 浅野航平（元山口朝日放送アナウンサー）、瀬藤亮太（元宮崎放送アナウンサー）

### 女性
- 2001年 安斎摩紀
- 2006年 武田玲子
- 2015年 蜂谷由梨奈
- 2017年 白壁里沙子
- 2019年 福盛田悠（元秋田朝日放送、福島テレビアナウンサー）
- 2024年 森尾絵美里（元岩手めんこいテレビアナウンサー）、吉見真叶（元山形テレビアナウンサー）

### 過去に在籍したアナウンサー（異動・退職）

#### 男性
- 1970年 
  - 安斎良勝（開局当時MTB時代に在籍、元アナウンサー、アナログ放送終了時の特別エンディングのナレーター担当）
  - 沖津省己※（元IBC岩手放送、退職後はコミュニティFMで民謡番組などを担当[30]）
- 1972年 
  - 竹鼻純（2008年定年退職後、2012年9月までミヤギテレビ解説委員、同年10月から2016年まではベガルタ仙台役員）
- 1979年 
  - 日高充（ - 1988年在籍、退職後はテレビ東京に移籍、2000年から2016年まではアナウンサーではなかった）
- 1986年 
  - 三雲茂晴※（2012年より報道制作局へ異動、報道制作局次長・情報センター長）
- 1989年 
  - 吾妻秀謙※
- 1991年 
  - 木村賢治（報道記者）
  - 水本豊（ミヤギテレビサービス社長）
- 2008年 
  - 加藤智也（ - 2019年3月在籍、同年4月より他部署へ異動[31]）
- 2013年 
  - 松原稜典（ - 2023年6月在籍）

#### 女性
- 1978年 
  - 賈穆琳（チャ・ムーリン、在籍中に『ズームイン!!朝!』初代宮城担当キャスターを歴任）
- 1987年 
  - 小松久美恵
  - 堤聖月（現姓：折原、TBCラジオ『ラジオマガジンEARLY BIRD』パーソナリティ）
- 1990年 
  - 山村美香（退職後、圭三プロダクション所属）
- 1991年 
  - 浮ヶ谷美穂（ - 2022年6月在籍、同年7月より他部署へ異動[32]）
  - 盛朋子（ - 2024年1月在籍、同年2月より他部署へ異動[33]）
- 1995年 
  - 青山縁（ - 2000年在籍、退職後は朝日新聞社を経て、セントフォース カレッジ事務局長[34]）
  - 岩瀬裕子（ - 2004年11月在籍）
  - 渡辺真利子
- 1998年 
  - 藤村由紀子（ - 2003年・2005年-2008年在籍、現在はぐっどもーにんぐ所属[35]）
- 2001年 
  - 荒木真理子（ - 2005年在籍）
- 2003年 
  - 深井ゆきえ（ミヤギテレビ編成部を経て退職、現在はフリーアナウンサーとして活動）
- 2006年 
  - 浜本徳子（ - 2012年9月在籍、退職後は地元の東京都内にある広告代理店で勤務）
- 2010年 
  - 義山望（7月入社 - 2012年3月在籍、TVQ九州放送より移籍[注釈 29]）
- 2012年 
  - 五十嵐利恵（7月入社 - 2013年6月在籍、退職後は2017年まで地元局の新潟テレビ21に在籍）
  - 鈴木沙喜代（ - 2019年3月在籍[31]）
- 2022年 
  - 山中陽菜（ - 2023年6月在籍[36]）
- 小林なをみ
- 涌井えり子
- 連美奈（退職後の1990年からテレビ金沢、1992年から中京テレビと同じ日本テレビ系列に在籍）
- 黒沼真里（現在はぐっどもーにんぐ所属[37]）
- 野口真知子（旧姓：石川、在籍中に『おはようリクエスト』等を担当、金曜日担当のため「きんたんまちこ」がニックネーム、退職後はアートの世界で国内でもトップクラスにいる）
- 工藤牧子（旧姓：加賀谷、在籍中に『ズームイン!!朝!』第2代宮城担当キャスターを歴任。結婚後は地元の秋田県秋田市に戻り秋田放送等でフリーアナウンサーとして活動）
- 武井千恵子（退職後はテレビ埼玉を経て、フリー）
- 鈴木智子

### アナウンサー出身以外の歴代アナウンス部長
- 佐藤久朋

## スタジオ
- Uスタジオ

宮城県（東北）で、仙台放送についで2番目に大きいスタジオ。2005年（平成17年）12月1日の地上デジタルテレビ放送の開始によりこのスタジオが地上デジタル放送対応になり、「OH!バンデス」で使われるようになった。2008年（平成20年）10月からは「月刊 元気一番"生"テレビ」のリモートサブにも使われていた。その前からも「ちょっとブレイクタイム」で使用していた。2010年（平成22年）4月からは「ミヤテレスタジアム」のセットも設置し、現在も使用している。
- Jスタジオ

2005年（平成17年）11月30日まで「OH!バンデス」で使用していたスタジオ。地デジ開始後も「月刊 元気一番"生"テレビ」のリモートサブとしてしばらく使用されていた。現在は「ちょっとブレイクタイム」で使用されている。2009年（平成21年）11月29日放送の「おしゃれイズム」（ゲストは東北楽天・岩隈久志投手）ではこのスタジオが使われたが、ハイビジョン放送設備が無いため標準画質での収録だった。
- Nスタジオ

ミヤギテレビ報道フロア（MMTニュースセンター）内。フロア内にはセットが常時設置されている。平日夕方帯の『ミヤギnews every.』を除き、全国ニュースの宮城県内ローカルパート部分で使用。

## 情報カメラ
- 大年寺山送信所自社鉄塔（通称「ミヤテレタワー」[38]） 長町一丁目駅方面から市中心部、八木山（東北放送本社方向）まで幅広く仙台市街。また、太平洋岸を映し出すことができる。
- 仙台駅西口 仙台パルコ・仙台マークワン屋上に2016年（平成28年）6月に設置。
- 仙台空港 ターミナルビルに設置
- 石巻 下記にある牧山公園内の石巻中継局から旧北上川越しの石巻市街、太平洋も撮影範囲
- 気仙沼 気仙沼プラザホテル屋上、気仙沼港を見下ろす。NHK仙台、東北放送、仙台放送、ミヤギテレビがこの場所にカメラを設置

## 送信所
デジタルテレビ
コールサイン - JOMM-DTV

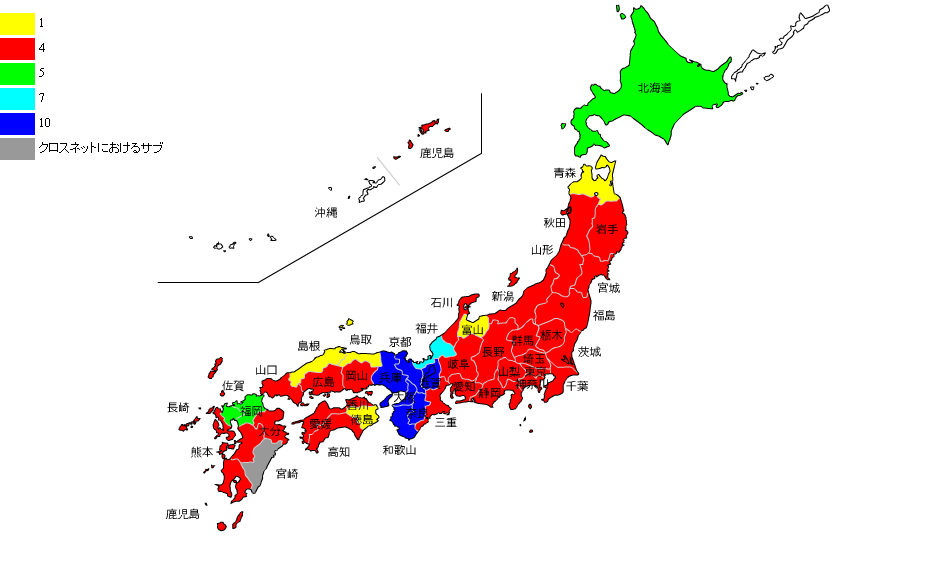
日本テレビ系列のリモコンキーID地図

コールネーム - ミヤギテレビデジタルテレビジョン
リモコンキーID - 4
- 仙台 24ch
- 涌谷 24ch（垂直偏波）
- 気仙沼 27ch
- 白石 30ch
- 栗駒 18ch
- 志津川 14ch
- 蔵王遠刈田 48ch
- 鳴子 41ch
- 秋保 48ch
- 村田 49ch
- 石巻 45ch
- 小野田宮崎 48ch
- 登米 44ch
- 白石越河 48ch
- 気仙沼鹿折 20ch
- 小原七ヶ宿 48ch
- 唐桑早馬 35ch
- 鳴子鬼首 46ch
- 牡鹿 48ch
- 花山 48ch
- 女川 35ch
- 東和米川 18ch
- 唐桑大沢 27ch
- 岩沼志賀 48ch
- 岩沼上志賀 48ch
- 歌津港 34ch（垂直偏波）
- 歌津田の浦 34ch
- 女川清水 30ch
- 石巻祝田 47ch
- 丸森五反田 46ch
- 丸森石神 45ch
- 大張 30ch
- 気仙沼八瀬 46ch
- 羽出庭 30ch
- 東鳴子 48ch
- 嵯峨立南 18ch
- 津山横山 50ch
- 津山石貝 47ch（垂直偏波）
- 津山入沢 47ch
- 気仙沼前木 41ch
- 小野田青野 35ch
- 柴田船迫 30ch
- 篦岳東 44ch
- 東和嵯峨立 47ch（垂直偏波）
- 松島高城 44ch

アナログテレビ
2012年3月31日停波
コールサイン - JOMM-TVコールネーム - ミヤギテレビ
- 仙台 34ch（大年寺山の単独鉄塔）
- 唐桑大沢 57ch
- 唐桑早馬 46ch
- 気仙沼 37ch
- 気仙沼鹿折 40ch
- 気仙沼安波 56ch
- 気仙沼八瀬 57ch
- 気仙沼前木 40ch
- 歌津港 56ch（垂直偏波）
- 歌津田の浦 35ch
- 志津川 59ch
- 志津川新井田 44ch
- 東和米川 59ch
- 東和嵯峨立 60ch（垂直偏波）
- 津山横山 45ch
- 津山入沢 59ch
- 津山石貝 60ch（垂直偏波）
- 豊里 41ch
- 登米 56ch
- 雄勝大須 53ch
- 女川 57ch
- 女川清水 43ch
- 女川鷲神 44ch
- 牡鹿 39ch
- 給分浜 57ch
- 石巻 55ch
- 石巻祝田 58ch
- 塩釜藤倉 53ch（垂直偏波）
- 東塩釜 62ch
- 西塩釜 36ch
- 栗駒 36ch
- 花山 55ch
- 鳴子 37ch
- 鳴子鬼首 57ch
- 東鳴子 60ch
- 小野田宮崎 62ch
- 小野田青野 59ch
- 泉七北田 58ch
- 宮城吉成 40ch（垂直偏波）
- 秋保 39ch
- 岩沼志賀 54ch
- 岩沼上志賀 43ch
- 村田 56ch
- 柴田船迫 43ch
- 白石 36ch
- 白石越河 60ch
- 小原七ヶ宿 57ch
- 蔵王遠刈田 37ch
- 大張 38ch
- 羽出庭 57ch
- 丸森五反田 57ch
- 丸森石神 58ch

完全移行以前に廃止されたアナログ中継局
- 女川浦宿　45ch（2001年3月31日廃局）

## その他
- 2013年（平成25年）9月26日に埼玉西武ライオンズ対東北楽天ゴールデンイーグルスの試合が西武ドームで行われ、楽天がマジック1で迎えた第22回戦の最中に、当時のアナウンサーだった加藤智也を含む当局の関係者が誤って進入禁止とされているバックスクリーンエリアへ入り込み、試合が一時中断してしまった上、さらに「当局へ抗議する」などといった批判の内容がSNSで掲載されてしまう事態に至った[39][40]。同年より日本テレビ出身で、同関連会社から当局の代表取締役社長へ就任した伊藤和明（当時）を含む役員もこの件に触れたり、謝罪が行われていたかは不明。